# Фармінгтон (округ Вопака, Вісконсин)
Фармінгтон (англ. Farmington) — місто (англ. town) в США, в окрузі Вопака штату Вісконсин. Населення — 3712 особи (2020).

## Демографія
Згідно з переписом 2010 року, у місті мешкали 3974 особи в 1368 домогосподарствах у складі 993 родин. Було 1814 помешкання
Расовий склад населення:
| - 98,2 % — білих - 0,4 % — корінних американців - 0,4 % — чорних або афроамериканців - 0,3 % — азіатів |

До двох чи більше рас належало 0,3 %. Частка іспаномовних становила 1,4 % від усіх жителів.
За віковим діапазоном населення розподілялося таким чином: 17,6 % — особи молодші 18 років, 53,8 % — особи у віці 18—64 років, 28,6 % — особи у віці 65 років та старші. Медіана віку мешканця становила 51,4 року. На 100 осіб жіночої статі у місті припадало 126,2 чоловіків;  на 100 жінок у віці від 18 років та старших — 126,2 чоловіків також старших 18 років.
Середній дохід на одне домашнє господарство  становив 97 398 доларів США (медіана — 61 702), а середній дохід на одну сім'ю — 120 603 долари (медіана — 69 877). Медіана доходів становила 46 855 доларів для чоловіків та 39 159 доларів для жінок. За межею бідності перебувало 12,7 % осіб, у тому числі 25,2 % дітей у віці до 18 років та 6,1 % осіб у віці 65 років та старших.
Цивільне працевлаштоване населення становило 1640 осіб. Основні галузі зайнятості: освіта, охорона здоров'я та соціальна допомога — 22,3 %, виробництво — 21,7 %, науковці, спеціалісти, менеджери — 10,2 %, мистецтво, розваги та відпочинок — 7,9 %.